# 야기이촌
야기이촌(楊井村)은 사이타마현 오사토군에 설치되었던 촌이다. 현재의 구마가야시에 해당한다.